# Kirill Kombarov
Bản mẫu:Eastern Slavic name
Kirill Vladimirovich Kombarov (tiếng Nga: Кири́лл Влади́мирович Комба́ров, IPA: [kʲɪˈrʲil vlɐˈdʲimʲɪrəvʲɪtɕ kɐmˈbarəf]; sinh ngày 22 tháng 1 năm 1987) là một cầu thủ bóng đá người Nga hiện tại thi đấu ở vị trí hậu vệ phải cho F.K. Arsenal Tula tại Giải bóng đá ngoại hạng Nga. Anh là anh em sinh đôi với Dmitri Kombarov.

## Sự nghiệp
Kirill bắt đầu chơi bóng từ lúc 4 tuổi. Năm 1993, Kirill và em trai Dmitri gia nhập học viện bóng đá Spartak Moskva. Sau mâu thuẫn với huấn luyện, hai anh em rời Spartak và gia nhập học viện Dynamo Moskva.
Kirill có màn ra mắt đầu tiên cho đội một của Dynamo vào ngày 20 tháng 9 năm 2006 trong trận đấu tại Cúp bóng đá Nga trước Nizhny Novgorod.
Vào tháng 8 năm 2010, anh em nhà Kombarov rời Dynamo Moskva đến đầu quân cho kình địch Spartak Moskva nơi họ đã bắt đầu chơi bóng.

## Thống kê sự nghiệp

### Câu lạc bộ
Tính đến 13 tháng 5 năm 2018
| Câu lạc bộ          | Mùa giải             | Giải vô địch                | Giải vô địch | Giải vô địch | Cúp     | Cúp       | Châu lục | Châu lục  | Khác    | Khác      | Tổng cộng | Tổng cộng |
| Câu lạc bộ          | Mùa giải             | Hạng đấu                    | Số trận      | Bàn thắng    | Số trận | Bàn thắng | Số trận  | Bàn thắng | Số trận | Bàn thắng | Số trận   | Bàn thắng |
| ------------------- | -------------------- | --------------------------- | ------------ | ------------ | ------- | --------- | -------- | --------- | ------- | --------- | --------- | --------- |
| Dynamo Moskva       | 2004                 | Giải bóng đá ngoại hạng Nga | 0            | 0            | 0       | 0         | –        | –         | –       | –         | 0         | 0         |
| Dynamo Moskva       | 2005                 | Giải bóng đá ngoại hạng Nga | 0            | 0            | 0       | 0         | –        | –         | –       | –         | 0         | 0         |
| Dynamo Moskva       | 2006                 | Giải bóng đá ngoại hạng Nga | 9            | 0            | 1       | 0         | –        | –         | –       | –         | 10        | 0         |
| Dynamo Moskva       | 2007                 | Giải bóng đá ngoại hạng Nga | 29           | 4            | 5       | 0         | –        | –         | –       | –         | 34        | 4         |
| Dynamo Moskva       | 2008                 | Giải bóng đá ngoại hạng Nga | 26           | 1            | 2       | 1         | –        | –         | –       | –         | 28        | 2         |
| Dynamo Moskva       | 2009                 | Giải bóng đá ngoại hạng Nga | 26           | 0            | 2       | 0         | 4        | 0         | –       | –         | 32        | 0         |
| Dynamo Moskva       | 2010                 | Giải bóng đá ngoại hạng Nga | 11           | 2            | 0       | 0         | –        | –         | –       | –         | 11        | 2         |
| Dynamo Moskva       | Tổng cộng            | Tổng cộng                   | 101          | 7            | 10      | 1         | 4        | 0         | 0       | 0         | 115       | 8         |
| Spartak Moskva      | 2010                 | Giải bóng đá ngoại hạng Nga | 0            | 0            | 0       | 0         | 1        | 0         | –       | –         | 1         | 0         |
| Spartak Moskva      | 2011–12              | Giải bóng đá ngoại hạng Nga | 37           | 0            | 3       | 0         | 8        | 2         | –       | –         | 48        | 2         |
| Spartak Moskva      | 2012–13              | Giải bóng đá ngoại hạng Nga | 18           | 0            | 1       | 0         | 6        | 0         | –       | –         | 25        | 0         |
| Spartak Moskva      | 2013–14              | Giải bóng đá ngoại hạng Nga | 6            | 0            | 1       | 0         | 1        | 0         | –       | –         | 8         | 0         |
| Spartak Moskva      | 2014–15              | Giải bóng đá ngoại hạng Nga | 0            | 0            | –       | –         | –        | –         | –       | –         | 0         | 0         |
| Torpedo Moskva      | 2014–15              | Giải bóng đá ngoại hạng Nga | 23           | 3            | 2       | 0         | –        | –         | –       | –         | 25        | 3         |
| Spartak Moskva      | 2015–16              | Giải bóng đá ngoại hạng Nga | 12           | 0            | 1       | 0         | –        | –         | –       | –         | 13        | 0         |
| Spartak Moskva      | Tổng cộng (2 spells) | Tổng cộng (2 spells)        | 73           | 0            | 6       | 0         | 16       | 2         | 0       | 0         | 95        | 2         |
| Spartak-2 Moskva    | 2015–16              | FNL                         | 11           | 1            | –       | –         | –        | –         | –       | –         | 11        | 1         |
| Tom Tomsk           | 2016–17              | Giải bóng đá ngoại hạng Nga | 14           | 0            | 0       | 0         | –        | –         | –       | –         | 14        | 0         |
| Arsenal Tula        | 2016–17              | Giải bóng đá ngoại hạng Nga | 12           | 1            | –       | –         | –        | –         | 2       | 1         | 14        | 2         |
| Arsenal Tula        | 2017–18              | Giải bóng đá ngoại hạng Nga | 24           | 0            | 0       | 0         | –        | –         | –       | –         | 24        | 0         |
| Arsenal Tula        | Tổng cộng            | Tổng cộng                   | 36           | 1            | 0       | 0         | 0        | 0         | 2       | 1         | 38        | 2         |
| Tổng cộng sự nghiệp | Tổng cộng sự nghiệp  | Tổng cộng sự nghiệp         | 258          | 12           | 18      | 1         | 20       | 2         | 2       | 1         | 298       | 16        |